# Пиловочное сырьё
Пиловочное сырьё — сырьё для лесопильного производства.

## Характеристика пиловочного сырья

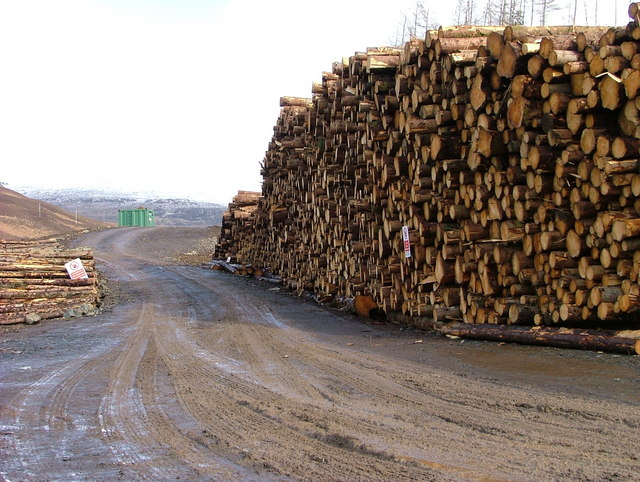

Сырьём для выработки продукции в лесопильном производстве служат пиловочные брёвна. Их выпиливают из наиболее ценной части древесного ствола. По длине, толщине и качеству пиловочные брёвна должны удовлетворять требованиям ГОСТ 9463-88 и ГОСТ 9462-88.
Установлены две группы пиловочных брёвен по толщине: средние (14…24 см) и крупные (26 см и более). Длина брёвен для выработки хвойных пиломатериалов общего назначения принята 3…6,5 м с градацией 0,25 м; лиственных — 2..6 м с градацией 0,25 м; для выработки пиломатериалов специального назначения экспортных северной и балтийской сортировок — 4…7 м с градацией 0,3 м; экспортных черноморской сортировки — 4…8 м с градацией 0,25 м; хвойных авиационных, резонансных, карандашных — 3…6,5 м с градацией 0,5 м. Пиловочные брёвна должны иметь припуск по длине 3…5 см, который в расчёт не принимается. При нарушении градации длину бревна определяют по ближайшей наименьшей длине, установленной в стандартах.
Одна из характеристик формы бревна — сбежистость, то есть уменьшение диаметра его от комлевого торца к вершинному. Величину сбега определяют по разнице диаметров бревна (см) на 1 м длины. Сбежистость колеблется в значительных пределах, поэтому условно принят её средний показатель. Для хвойных брёвен при укрупнённых расчётах принимают среднюю сбежистость 1 %, то есть считают уменьшение диаметра от комля к вершине равным 1 см на каждый метр длины бревна. Средние величины сбега для насаждений II и III бонитетов приведены ниже.
| Диаметр, см | 14…18 | 20…22 | 24…26 | 28…30 | 32…34 | 36…38 | 40…42 | 44…46 | 48…50 | 52…54 | 56…58 | 60 и более |
| Сбег, см/м  | 0,8   | 0,9   | 1,0   | 1,1   | 1,15  | 1,25  | 1,35  | 1,45  | 1,55  | 1,65  | 1,70  | 1,80       |